# Mermessus undulatus
Mermessus undulatus là một loài nhện trong họ Linyphiidae.
Loài này thuộc chi Mermessus. Mermessus undulatus được James Henry Emerton miêu tả năm 1914.